# Djado
Djado est une oasis et une commune rurale du Niger, département de Bilma, région d'Agadez.

## Géographie
La localité de Djado est située sur le plateau de Djado à 311 km au nord du chef-lieu départemental Bilma. La commune est frontalière de trois pays : Algérie, Libye et Tchad.
| Djanet ( Algérie) | Libye  |             |
| Iférouane         | Djado  | Zouar Tchad |
| Fachi             | Dirkou |             |

## Histoire
La commune rurale de Djado est instaurée en 2002.

## Population
Lors du recensement général de 2012, la population communale est relevée à 876 habitants, dont 288 habitants pour la localité principale Chirfa.

## Localités
La commune s'étend sur trois villages : Chirfa, Séguédine, Yaba, les camps nomades de Djado et de Tchounouk ainsi que des camps militaires au nord du département de Bilma.

## Services et infrastructures
- Centre de Santé Intégré (CSI) à Chirfa et Séguédine[5].